# Tim McGraw (lied)
Tim McGraw is de debuutsingle van de Amerikaanse zangeres Taylor Swift. Het is de eerste single van Swifts debuutalbum Taylor Swift. Swift schreef het nummer samen met Liz Rose en producer Nathan Chapman. Het nummer werd uitgebracht op 19 juni 2006 door Big Machine Records. Het lied verwijst naar een van haar ex-vriendjes omdat ze wist dat hij het met haar zou uitmaken als hij naar de universiteit zou gaan. Daarnaast verwijst de liedtekst naar de mooie momenten die ze samen deelden. In het lied hoopt ze dat hij haar niet zal vergeten.

## Achtergrondinformatie
Swift schreef het nummer in het eerste jaar van de highschool op ongeveer twintig minuten tijd op de piano. Ze schreef het lied naar aanleiding van de emotionele problemen die ze ondervond. Ze trachtte met dit nummer een nieuw doelpubliek aan te spreken, waaronder meisjes die net als haar liefdesproblemen hadden. Haar relatie die op zijn eind aan het lopen was, deed haar denken aan de muziek van countryzanger Tim McGraw. Scott Borchetta, de CEO van Big Machine Records besloot meteen bij de eerste vergadering dat dit haar eerste single zou worden. Zelf vond Swift niet dat het bruikbaar materiaal was voor een single, maar ze stemde toch in. Ze omschrijft het als "een lied over een relatie die je had en plots verloor". McGraw had geen probleem met het feit dat het lied naar hem vernoemd was. Sterker zelfs, ze zijn bevriend geraakt. In 2013 bracht hij Highway Don't Care uit samen met Swift.